# VRChat
VRChat은 Graham Gaylor와 Jesse Joudrey가 만든 정식 출시 예정인  부분 유료화 대규모 다중 사용자 온라인 가상 현실 소셜 서비스이다. 이 게임에서 플레이어들은 3D 캐릭터 모델로 구현된 다른 플레이어들과 상호작용할 수 있다. 게임은 스팀의 얼리 액세스 (en:Early access) 프로그램으로 2017년 2월 1일에 마이크로소프트 윈도우 전용으로 출시되었다. 오큘러스 리프트와 HTC 바이브, 그리고 윈도우 MR 헤드셋(en:Virtual reality headset)을 지원한다.

## 게임 플레이
VRChat의 게임플레이는 세컨드 라이프나 Habbo Hotel(en:Habbo Hotel)과 비슷하다. 플레이어들은 타인과 가상 아바타를 통해 상호작용할 수 있는 인스턴트화된 월드를 만들 수 있다. 게임과 함께 출시된 소프트웨어 개발 키트를 통해 플레이어들은 다양한 프랜차이즈로부터 직접 캐릭터를 만들거나 불러와 캐릭터를 바꿀 수 있다. 플레이어 모델은 "목소리 립싱크, 아이 트래킹(en:Eye tracking), 눈 깜빡임, 그리고 완전한 범위의 모션을 지원한다. 깃발 뺏기(en:Capture the flag), rob a bank in Steel 'n' Gold, Battle Discs등의 몇가지 미니게임을 포함하고 있다.

기본적으로 VRChat은 VR 헤드셋을 사용하지만, VR이 없어도 데스크톱 버전을 이용하여 제한적으로 플레이가 가능하다. 다만 이 경우 아바타를 자유롭게 움직일 수 없다는 제한이 존재한다.

## 아바타
VRChat에서는 수많은 아바타를 선택하여 플레이할 수 있다. 만약 아바타가 존재하지 않는다면 유니티와 VRChat SDK를 이용하여 3D 모델을 업로드하여 직접 아바타를 만들 수도 있다.

## 커뮤니티
게임의 인기는 유튜버와 트위치 스트리머 덕분이다. VRChat은 주간지와 같은 미디어를 포럼에 게시했으며, 토크쇼와 팟캐스트를 통해 게임에 관해 이야기한다.

## 유명 문화

### 우간다 너클즈
VRChat상에서 소닉 더 헤지혹에 나오는 너클즈 디 에키드나 캐릭터의 모델을 사용하는 플레이어들이 아프리카 억양으로 "Do you know the way?"(두유노다웨)라는 구호를 계속 외치며 우간다 너클즈"로 알려진 인터넷 밈을 일으켰다. 플레이어의 모델과 매너리즘은 유튜버 Gregzilla와 트위치 스트리머 Forsen의 방송의 리뷰와 후 킬드 캡틴 알렉스? 영화의 대사에서 비롯되었다. 폴리곤의 줄리아 알렉산더는 이를 해브보 호텔 습격사건과 비교하면서 "전연 인종차별주의자"와 "문제적인 밈"이라고 표현했고, 데일리닷의 제이 해서웨이는 이를 "인종주의 캐리커쳐"라고 불렀다. 밈에 사용된 3D 모델을 만든 제작자는 "이 모델을 VRChat의 사용자들을 괴롭히기 위해 사용하지 말라"며 유감을 표명했다.  이에 대해 게임 개발사는 "커뮤니티를 더 온건하게 할 수 있는 새로운 시스템"을 개발하고 있다고 미디엄에 밝히고 이용자가 빌트인 음소거 기능을 사용하도록 요청했다.

## 같이 보기
- AltspaceVR – Microsoft's Kinect를 이용한 가상 현실 속 만남의 공간[12]
- Sansar (video game) – social virtual reality platform with a near-identical premise[12]